# Tészta

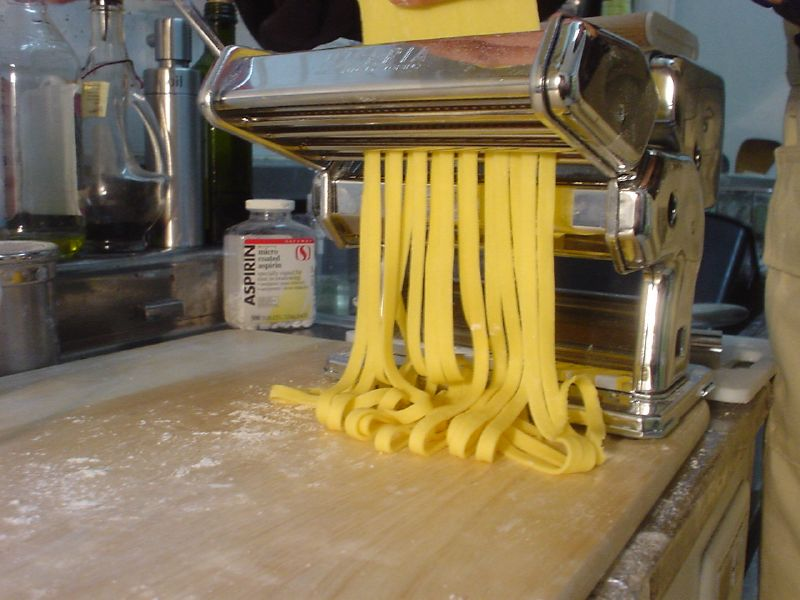
Tésztavágó gép

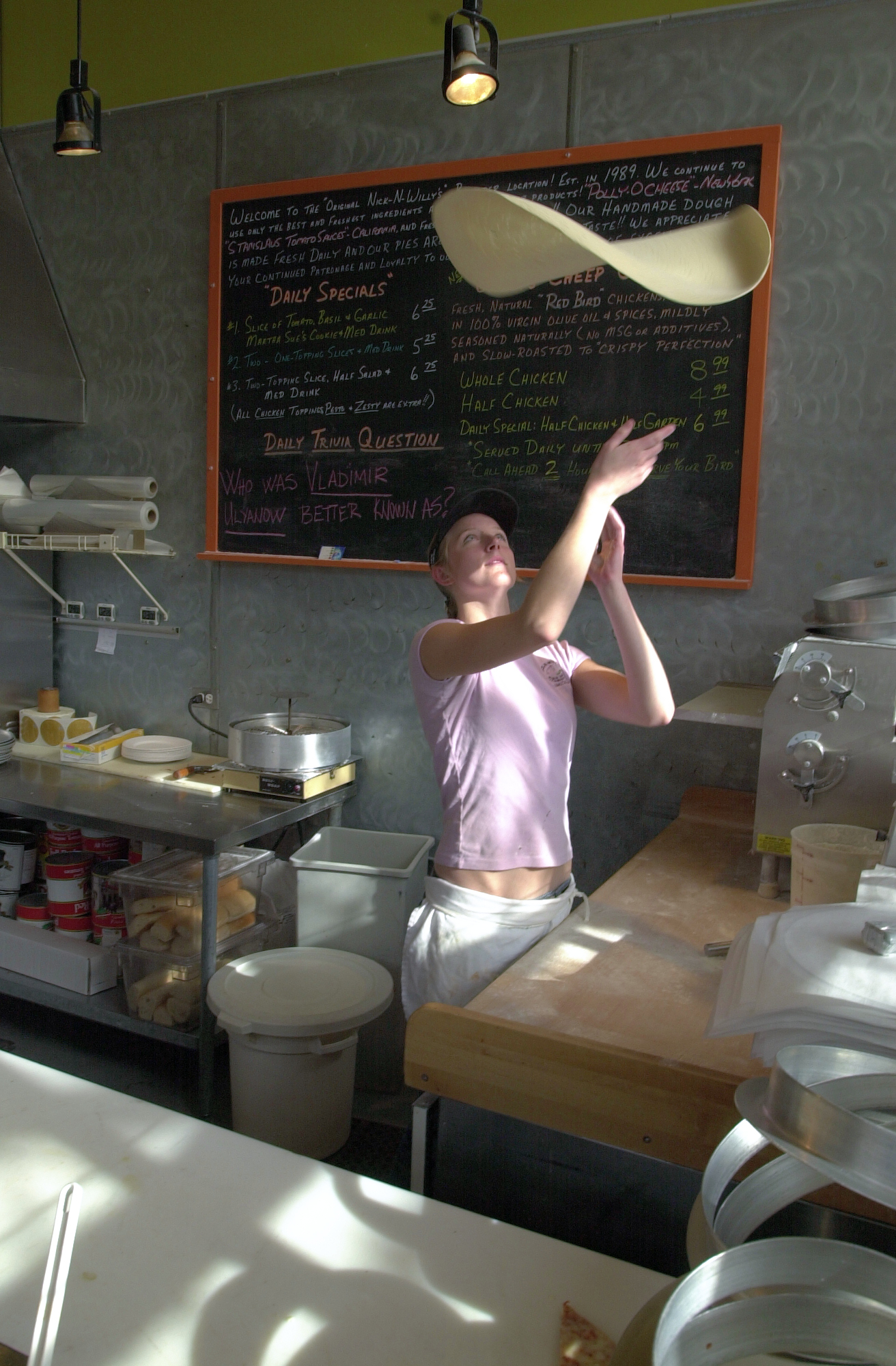
Kézműves pizzatészta-készítő

Tészta alatt több alapvető élelmiszert értünk. A magyar táplálkozáskultúrában a főtt tészta a kora újkorban vált általánossá, előtte a középkorban az erjesztett kenyereket fogyasztották.  
A tészták alapanyaga: általában búzaliszt, tojás és valamilyen folyadék (víz, tej) hozzáadásával készül, de készülhet tojás nélküli változatban, vagy más növényi lisztből is (utóbbi variánsai elsősorban a lisztérzékenyek számára). Elkészítésük a felhasználás módja szerint többféle lehet, de az elkészítési módokat is lehet variálni. Utóbbira jó például szolgálnak a rakott tészták: ezeknél a kifőtt tésztát egyéb hozzávalókkal rétegesen lerakva összesütjük.

## Tésztagyártás

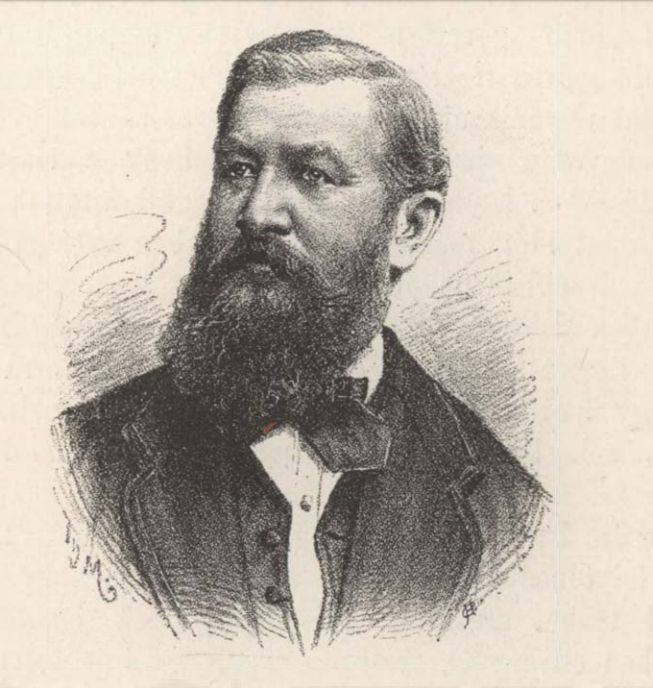
Topits József András (1824-1876), gőztésztagyár-tulajdonos, pesti választott polgár, Budapest fővárosi képviselő-testületi tag; fia, Topits József gőztésztagyár alapítója, amely az első volt Magyarországon

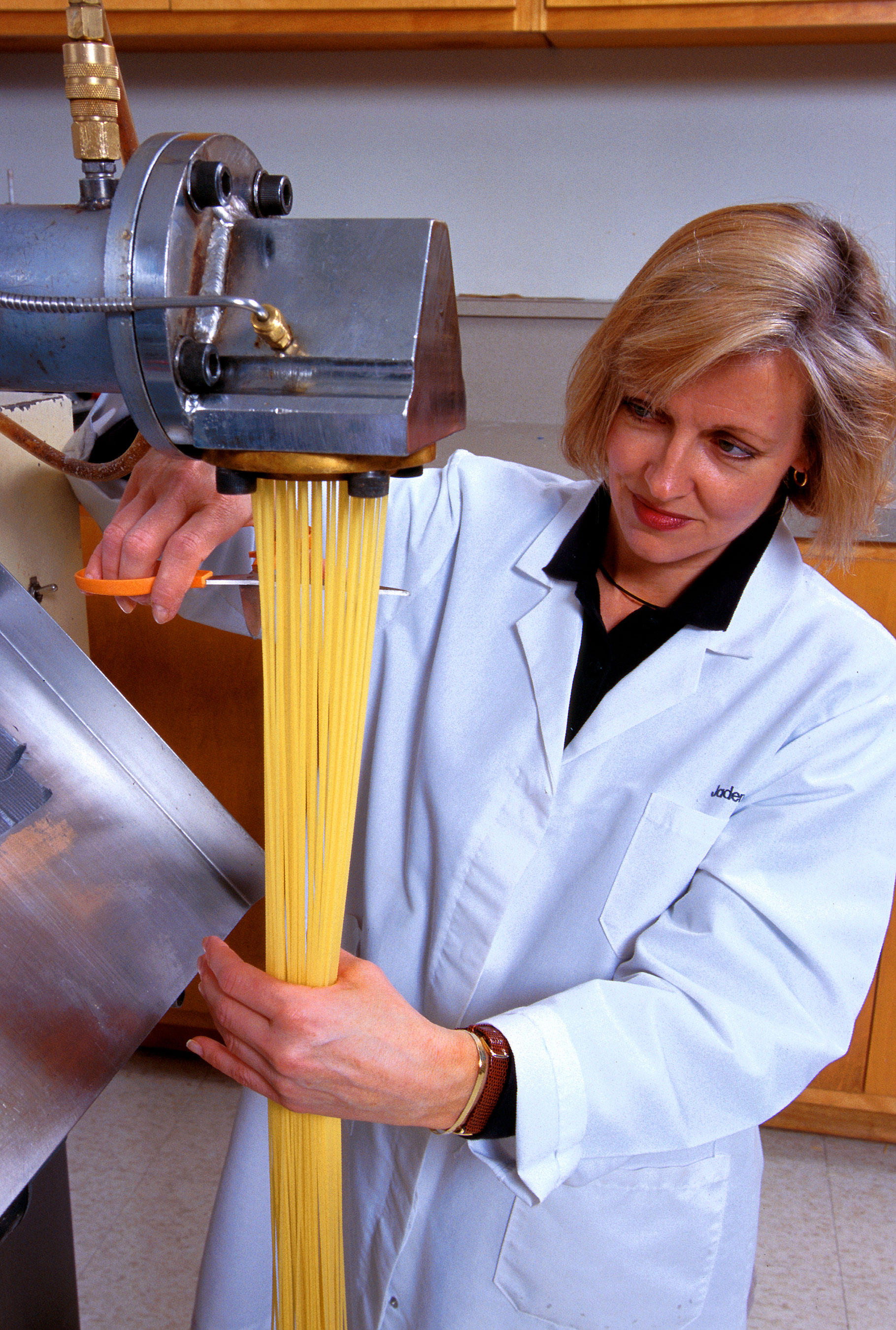
Spagetti készítő gép

A sütő- és tésztaipar története Magyarországon a 19. század közepéig biztosan visszavezethető: 1859-ben ugyanis már megkezdte működését Budapesten a Topits József (1824-1876) által alapított tésztagyár ("Topits József fia gőztésztagyár"). Fia, Topits Alajos József (1855-1926), aki az Országos Iparegyesület igazgatóságának a tagja, illetve a Ferenc József-rend lovagja is volt, továbbvitte a "Topits József fia" nevű céget az 1920-as évekig.

## Tészták típusai összetétel szerint
- Tojás nélküli termékek
- Tojással készült termékek

## Tészta a gasztronómiában

### A tészta főzése

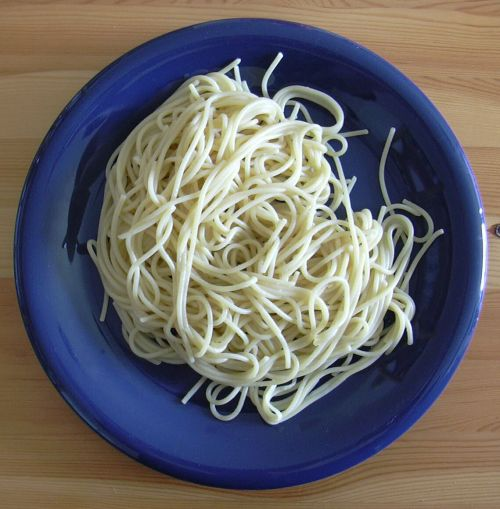
Spagetti

Egyes levesbetéteket közvetlenül a levesbe főzünk, például a csipetkét, galuskát, másokat külön főzünk ki, és csak közvetlenül a tálalás előtt tesszük a levesbe - daragaluska, májgaluska -, de vannak olyan levesbetétek is, amelyeket külön tálalunk a leveshez, hogy mindenki tetszése szerint vegyen belőle, ilyen például a pirított zsemlekocka.
Ha több levest főzünk, pl. húslevest, a betétet csak annyi leszűrt levesbe főzzük bele, amennyi egyszeri étkezésnél el is fogy, az üres levest ugyanis jobban eltarthatjuk. Azonkívül a tésztafélék állás közben sok levet felszívnak, így a következő étkezésre a leves túl sűrű lesz, a tészta pedig elázott.

### Főtt tészták

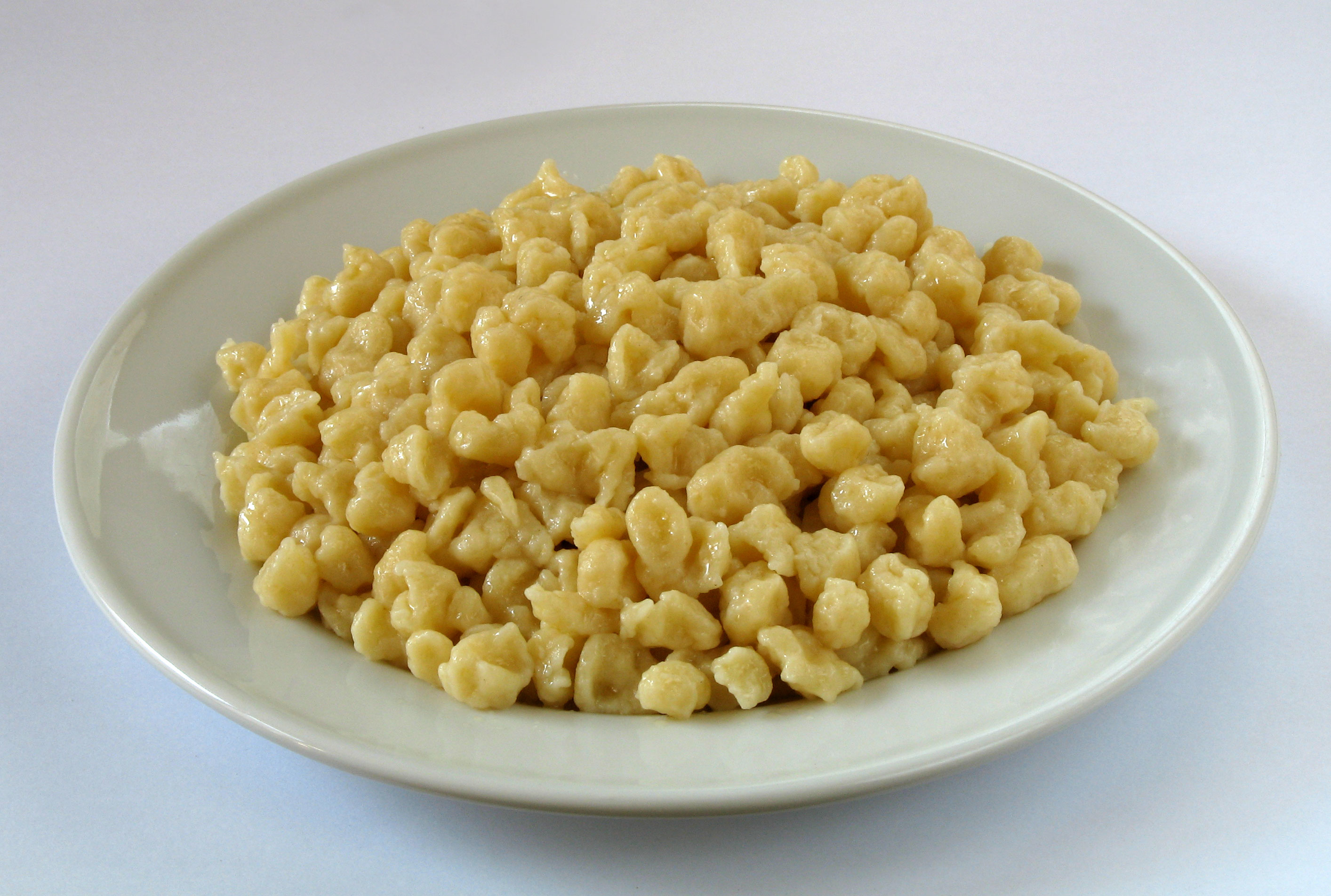
Nokedli

levesbetétek: metélt, csusza, lebbencs, galuska, csipetke, nokedli stb.
A levesbetétekkel változatosabbá és táplálóbbá tesszük a leveseket. Ezeket az élelmiszeripar is előállítja, és száraztésztaként minden élelmiszer kereskedésben megvásárolhatók. Azonban minőségük nem minden igényt elégít ki, ezért az igényesebb háziasszonyok a házi készítésű tésztákat részesítik előnyben. A levesbetétként használt gyúrt tészták - finommetélt, kiskocka, eperlevél, csipetke stb. – készítéséhez mindig csak annyi lisztet használnak, amennyit a tojás felvesz, vizet nem adnak hozzá, hogy a tészta ne ázzon szét a levesben. A galuska vagy más néven nokedli viszont vízzel készül. A készen vett levestészták közül a 8 tojásos megjelölésű az, amely csak tojással, víz nélkül készül.

### Zsírban sült tészták
- palacsinta:

Liszt, tojás, tej vagy szódavíz, só keverékéből készült folyékony massza, amelyet vékony, kerek lapokká sütünk és különféle – többnyire édes – töltelékekkel (lekvár, mák, dió, túró, cukrozott kakaó vagy fahéj stb.) desszertként tálalunk. Ritkábban fogyasztják a palacsintát sós töltelékkel is, utóbbira jellegzetes példa a hortobágyi palacsinta, de a töltelék a sózott kapros túrókrémtől elkezdve darált hússal, gombával készült elegyeken át szinte bármi lehet. Az alaptésztát használjuk még más ételek (húsok, zöldségek), bundázására is.
- fánk:

- lángos:

### Gyúrt élesztős tészta

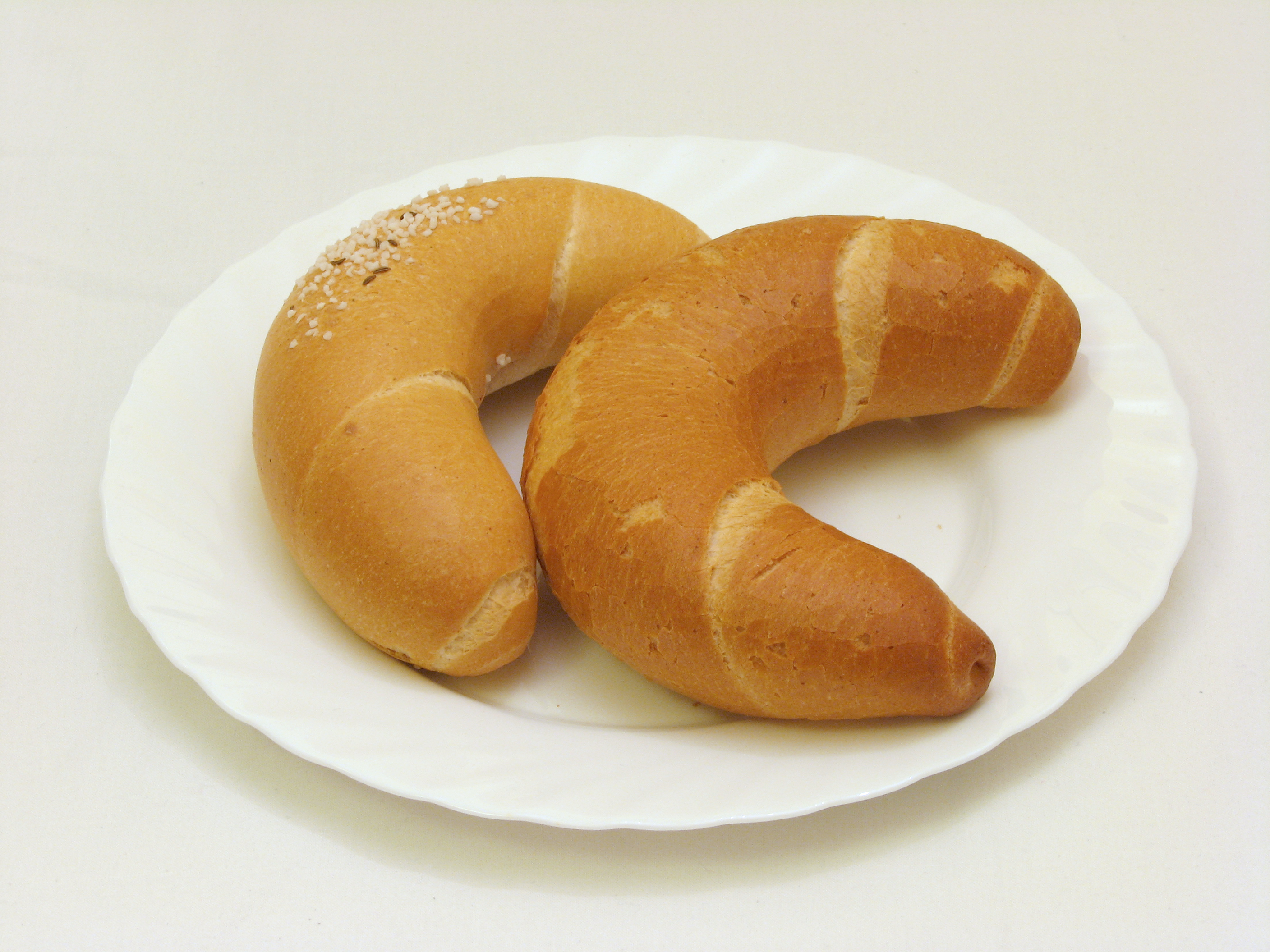
2 kifli

kenyér, kenyérlángos, kifli, zsemlye, briós, fonott kalács, aranygaluska, bukta stb.

### Kevert élesztős tészta
kuglóf, farsangi fánk stb.

### Omlós (zsiradékkal készült) élesztős tészta

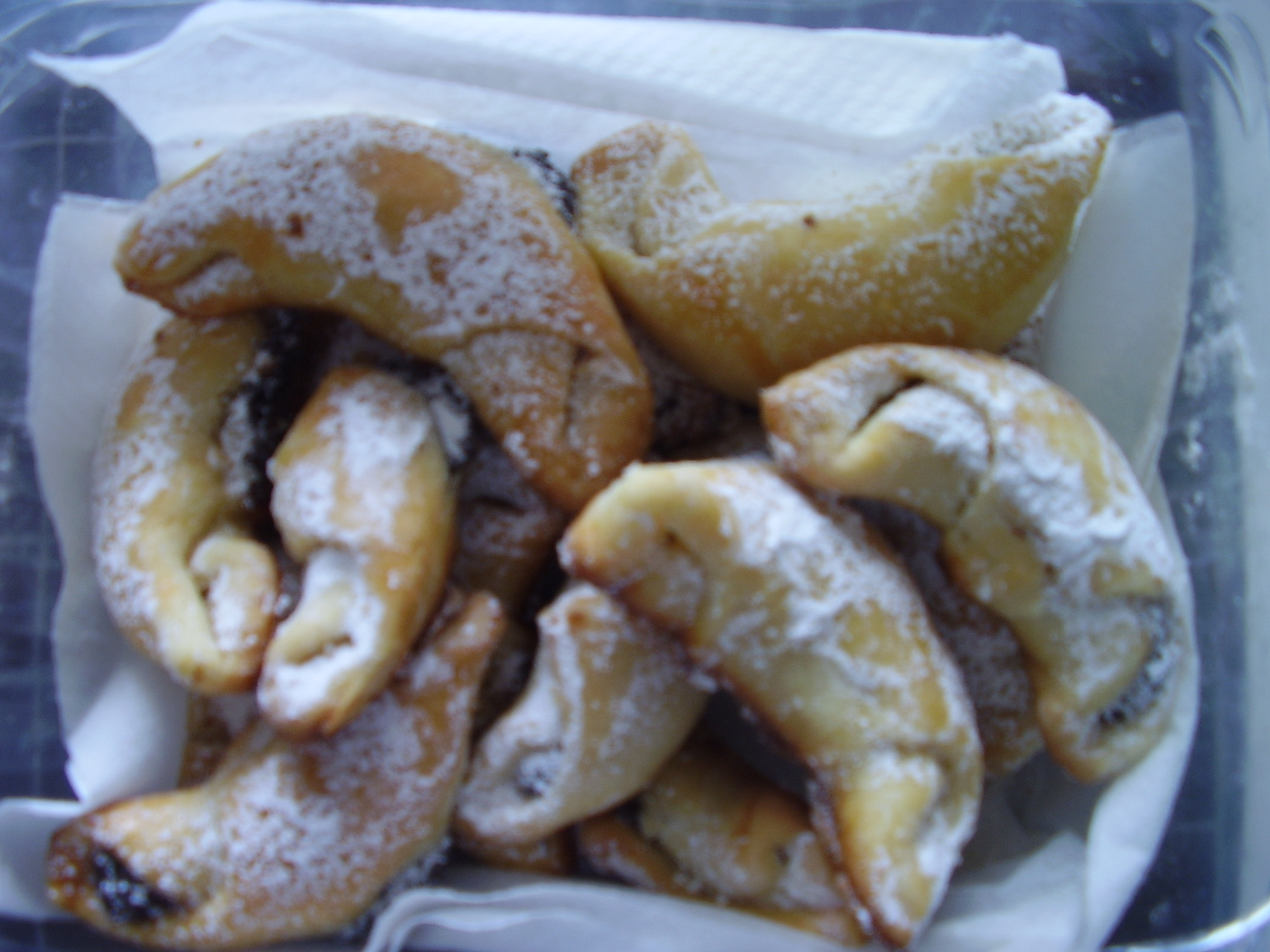
Pozsonyi kiflik (Bratislavske rozky)

bejgli, pozsonyi kifli, teasütemények (linzerek) stb.

### Hajtogatott élesztős tészta
diós csiga, vajas vagy tepertős pogácsa stb.

### Olasz tészták

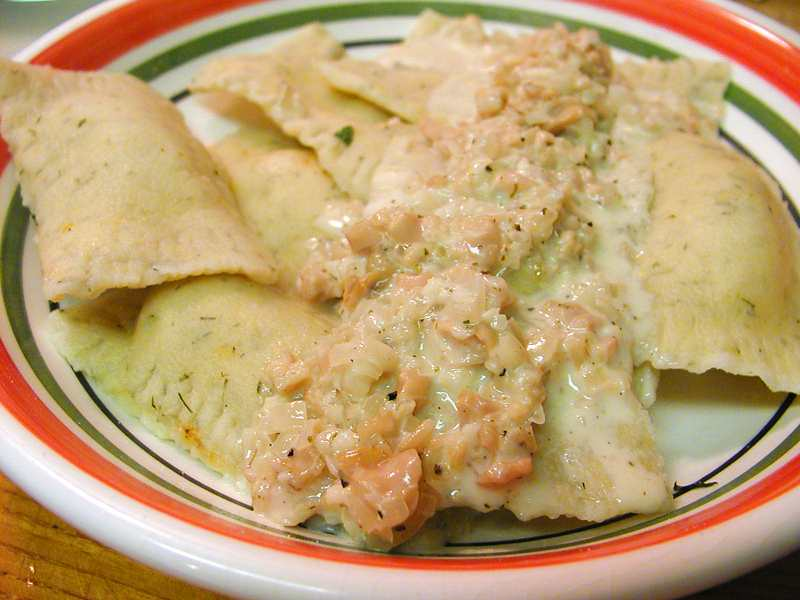
Ravioli

1. Levestészták
Tagliolini – kb. 1 ½ mm széles
Nino di Rondine – kb. 1 mm széles
2. Széles metéltek
Pappardelle – kb 3 cm széles, recés szélű
Tagliatelle – hosszú metélt kb. ½ cm széles
3. Töltött tészták
Ha kicsi négyzeteket vágunk, azt megtöltjük, és átlósan félbehajtjuk:
Capelletti – ha ricottával töltjük
Tortellini – ha hússal, bolognai szósszal töltjük
Ha nagy négyzeteket vagy téglalap alakúakat vágunk, és azt töltjük:
Tortellone (Ferrarában és Bologna környékén)
Raviolo (Mantovában és Milánóban)
Ha háromszög alakú:
Triangolo
Ha nem négyzetet, hanem egy pohár peremével köröket vágunk, és azt hajtjuk félbe:
Mezzaluna
4. Farfalle - Masni alakú.
Négyzet alakú tésztát vágunk, és a szembelévő két sarkát középen egyszerűen összenyomjuk.
Pappardelle, azaz széles metélt.
Az apróra vágott erdei gombát pirítsuk meg egy kicsit olívaolajon, dobjunk rá pici zúzott fokhagymát. Keverjük össze a kifőtt tésztával, hintsünk a tetejére összevágott petrezselymet. Díszítsük néhány paradicsomgerezddel, borsozzuk meg, majd szórjunk rá parmezánt.
Mafalde, azaz fodros metélt.
Béleljünk ki egy tortaformát vagy jénait a kifőtt tésztával, simítsunk rá egy réteg blansírozott spenótlevelet. Borítsuk be baconszeletekkel, majd öntsük rá felvert tojás, reszelt parmezán szerecsendióval ízesített keverékét. Sütőben pirítsuk aranysárgára.
Penne regine, azaz rövid csőtészta.
Tegyünk a kifőtt tésztára fűszeres olívaolajat, apró kockára vágott paradicsomot, mozzarella sajtot, hintsük meg metélőhagymával vagy friss bazsalikommal.
Tagliatelle, azaz hosszú metélt.
Keverjünk össze felcsíkozott cukkinit finomra vágott hagymával, fokhagymával. Futtassuk meg egy kevés olívaolajban. Öntsük a kifőtt tésztára.
Orecchiette, azaz kagylótészta.
Ízesítsünk paradicsomszószt zellerrel, kevés naranccsal és citromhéjjal. Keverjünk bele egy csepp tabascót és egy pici vodkát. Forgassuk bele a tésztát a különleges mártásba.
Capelli d’Angelo, azaz cérnametélt.
Apró konzervrákokat citromlé, chili, tengeri só, fokhagyma keverékébe forgassuk, majd süssük ki olajban. Öblítsünk ki egy edényt fehérborral, vajazzuk ki a belsejét, és ebben keverjük össze a rákot, a ragut és a tésztát.
Lumaconi, azaz szarvacska.
Dinszteljünk csíkokra vágott vörös káposztát, ízesítsük chilivel, fokhagymával, keverjünk hozzá rokfortos besamelmártást, majd öntsük a tésztára.
Taglierini, azaz szálas metélt.
Keverjünk össze tojássárgáját, vajat, gyenge mustárt. Ízesítsük finomra vágott kaporral és citromlével. Öntsük a mártást a tésztára. Tehetünk rá apróra vágott füstölt lazacot is.
Farfalle, azaz masnitészta.
Vágjunk nagyon apróra füstölt sonkát, zöldhagymát, keverjük a kifőtt tésztához. Szórjuk meg reszelt sajttal.

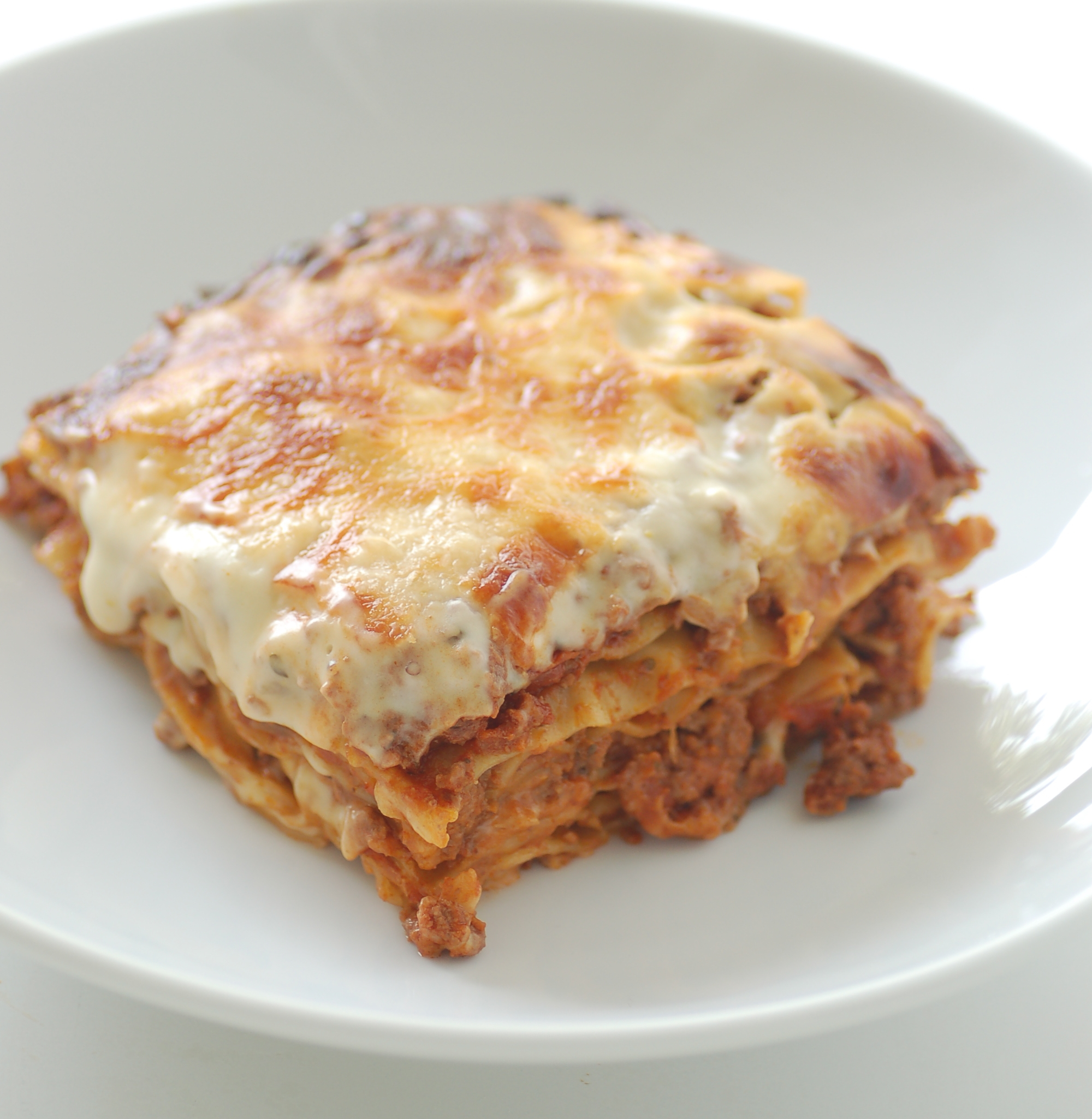
Lasagne

Maccheroncelli, azaz hosszú makaróni.
Öntsünk egy tálba kevés olívaolajat. Adjunk hozzá dinsztelt hagymát, köménymagot, fokhagymát, felkockázott paradicsomot, szardellát, pirított fenyőmagot, szerecsendiót és mazsolát. Ha egy kevés sült csirkemellet felkockázunk és hozzákeverjük, még gazdagabb lesz. A szószt jól forgassuk össze a tésztával.
Lasagne – 
A rakott tészta olasz neve, készülhet kockára vágott, tépett, szakított, lebbencs, csusza- vagy metélt tésztákból. A lasagne (magyarul sokan lazannyának mondják - ez olaszul a tészta neve egyes számban: lasagna), az olasz Emilia Romagna tartományról indult el világhódító útjára. A lasagne népszerű étel az egész világon, nagyon sokféle húsos, zöldséges, túrós változat létezik belőle, bátran alakíthatjuk a család ízlése szerint.